# Amelia Mier
Amelia Mier (25 de noviembre de 1935, Buenos Aires) es una deportistas argentina, especializada en atletismo adaptado, natación adaptada, baloncesto en silla de ruedas y tenis de mesa adaptado que se ha destacado obtener medallas paralímpicas en tres juegos: Roma 1960, Tokio 1964 y Tel Aviv 1968, logro que en Argentina solo comparte con Betiana Basualdo. Mier ganó 6 medallas, 2 de plata en natación y baloncesto en silla de ruedas, y 4 de bronce en natación (50 m pecho, 50 m libre boca arriba, 50 m libre boca abajo) y atletismo (posta 4x40). Integró la primera delegación paralímpica argentina a Roma 1960.

## Carrera deportiva

### Juegos Paralímpicos de Roma 1960
En los Juegos Paralímpicos de Tokio 1964 Amelia Mier obtuvo una medalla de plata en 50 m libre:
| Natación: 50 m libre clase 5 | Natación: 50 m libre clase 5 | Natación: 50 m libre clase 5 | Natación: 50 m libre clase 5 | Natación: 50 m libre clase 5 |
|                              | Nadador                      | País                         | Tiempo                       |                              |
| ---------------------------- | ---------------------------- | ---------------------------- | ---------------------------- | ---------------------------- |
| 1                            | Dafne Ceeney                 | Australia                    | 0:47.00                      |                              |
| 2                            | Amelia Mier                  | Argentina                    | 1:05.00                      |                              |

### Juegos Paralímpicos de Tokio 1964
Mier integró en Tokio 1964 el equipo femenino que obtuvo el segundo lugar en el medallero de natación.
| Natación Mujeres 50 m pecho clase espacial | Natación Mujeres 50 m pecho clase espacial | Natación Mujeres 50 m pecho clase espacial | Natación Mujeres 50 m pecho clase espacial | Natación Mujeres 50 m pecho clase espacial |
| | Nadadora                                   | País                                       | Tiempo                                     |                                            |
| --- | ------------------------------------------ | ------------------------------------------ | ------------------------------------------ | ------------------------------------------ |
| 1 | Silvia Cochetti                            | Argentina                                  | 1:08.10                                    |                                            |
| 2 | Estela Falocco                             | Argentina                                  | 1:36.00                                    |                                            |
| 3 | Amelia Mier                                | Argentina                                  | 2:07.90                                    |                                            |
| Fuente: «Women's 50 m Breaststroke Special class». IPC. 1964. (enlace roto disponible en Internet Archive; véase el historial, la primera versión y la última). |                                            |                                            |                                            |                                            |

| Natación Mujeres 50 m libre boca arriba clase especial | Natación Mujeres 50 m libre boca arriba clase especial | Natación Mujeres 50 m libre boca arriba clase especial | Natación Mujeres 50 m libre boca arriba clase especial | Natación Mujeres 50 m libre boca arriba clase especial |
| | Nadadora                                               | País                                                   | Tiempo                                                 |                                                        |
| --- | ------------------------------------------------------ | ------------------------------------------------------ | ------------------------------------------------------ | ------------------------------------------------------ |
| 1 | Silvia Cochetti                                        | Argentina                                              | 1:05.70                                                |                                                        |
| 2 | Estela Falocco                                         | Argentina                                              | 1:17.90                                                |                                                        |
| 3 | Amelia Mier                                            | Argentina                                              | 1:02.20                                                |                                                        |
| Fuente: «Women's 50 m Freestyle Supine Special class». IPC. 1964. (enlace roto disponible en Internet Archive; véase el historial, la primera versión y la última). |                                                        |                                                        |                                                        |                                                        |

| Natación Mujeres 50 m libre boca abajo clase especial | Natación Mujeres 50 m libre boca abajo clase especial | Natación Mujeres 50 m libre boca abajo clase especial | Natación Mujeres 50 m libre boca abajo clase especial | Natación Mujeres 50 m libre boca abajo clase especial |
| | Nadadora                                              | País                                                  | Tiempo                                                |                                                       |
| --- | ----------------------------------------------------- | ----------------------------------------------------- | ----------------------------------------------------- | ----------------------------------------------------- |
| 1 | Silvia Cochetti                                       | Argentina                                             | 0:46.70                                               |                                                       |
| 2 | Estela Falocco                                        | Argentina                                             | 1:04.40                                               |                                                       |
| 3 | Amelia Mier                                           | Argentina                                             | 1:05.40                                               |                                                       |
| Fuente: «Women's 50 m Freestyle Prone Special class». IPC. 1964. (enlace roto disponible en Internet Archive; véase el historial, la primera versión y la última). |                                                       |                                                       |                                                       |                                                       |

### Juegos Paralímpicos de Tel Aviv 1968
Amelia Mier es la única deportista mujer argentina en haber participado en tres Juegos Paralímpicos, siendo superada por un solo varón, Honorio Romero. En Tel Aviv Mier obtuvo la medalla de plata integrando el equipo de básquet en silla de ruedas y la medalla de bronce en atletismo, integrando la posta de 4x40.
| Atletismo Mujeres Posta 4x40 m abierta Participantes: 8 | Atletismo Mujeres Posta 4x40 m abierta Participantes: 8 | Atletismo Mujeres Posta 4x40 m abierta Participantes: 8 | Atletismo Mujeres Posta 4x40 m abierta Participantes: 8 | Atletismo Mujeres Posta 4x40 m abierta Participantes: 8 |
|                                                         | Atleta                                                  | País                                                    | Tiempo                                                  |                                                         |
| ------------------------------------------------------- | ------------------------------------------------------- | ------------------------------------------------------- | ------------------------------------------------------- | ------------------------------------------------------- |
| 1                                                       | E. Cox Linda Stratman Jo Ann Keyser Carol Ann Giesse    | Estados Unidos                                          | 48.6                                                    |                                                         |
| 2                                                       | Batya Mishani Sharabi Even-Sahav Siri                   | Israel                                                  | 49.5                                                    |                                                         |
| 3                                                       | Noemí Tortul Susana Olarte Silvia Cochetti Amelia Mier  | Argentina                                               | 52.5                                                    |                                                         |
| Fuente: IPC.                                            |                                                         |                                                         |                                                         |                                                         |

#### Básquetbol en silla de ruedas
En los Juegos de Tel Aviv se incorporó el evento femenino del básquetbol en silla de ruedas. Participaron cinco países: Argentina, Austria, Estados Unidos, Gran Bretaña e Israel. El equipo argentino estuvo integrado por Silvia Cochetti, Estela Fernández, Dina Galíndez, Susana Masciotra, Amelia Mier, Susana Olarte y Noemí Tortul.
El equipo argentino venció a Estados Unidos 4-1, a Austria 22-15, a Gran Bretaña 8-2 y perdió con Israel 17-12, equipo este que ganó todos los partidos ganando la medalla de oro, en tanto que Argentina quedó segunda haciéndose acreedora a la medalla de plata, mientras que la de bronce correspondió a Estados Unidos.
| Básquetbol Mujeres Participantes: 5 países | Básquetbol Mujeres Participantes: 5 países | Básquetbol Mujeres Participantes: 5 países | Básquetbol Mujeres Participantes: 5 países | Básquetbol Mujeres Participantes: 5 países |
|                                            | País                                       | Ganó                                       | Perdió                                     |                                            |
| ------------------------------------------ | ------------------------------------------ | ------------------------------------------ | ------------------------------------------ | ------------------------------------------ |
| 1                                          | Israel                                     | 4                                          | 0                                          |                                            |
| 2                                          | Argentina                                  | 3                                          | 1                                          |                                            |
| 3                                          | Estados Unidos                             | 2                                          | 2                                          |                                            |
| 4                                          | Austria                                    | 1                                          | 3                                          |                                            |
| 5                                          | Gran Bretaña                               | 0                                          | 4                                          |                                            |
| Fuente: Wheelchairs can jump!              |                                            |                                            |                                            |                                            |